# Wolfgang Kämmerer

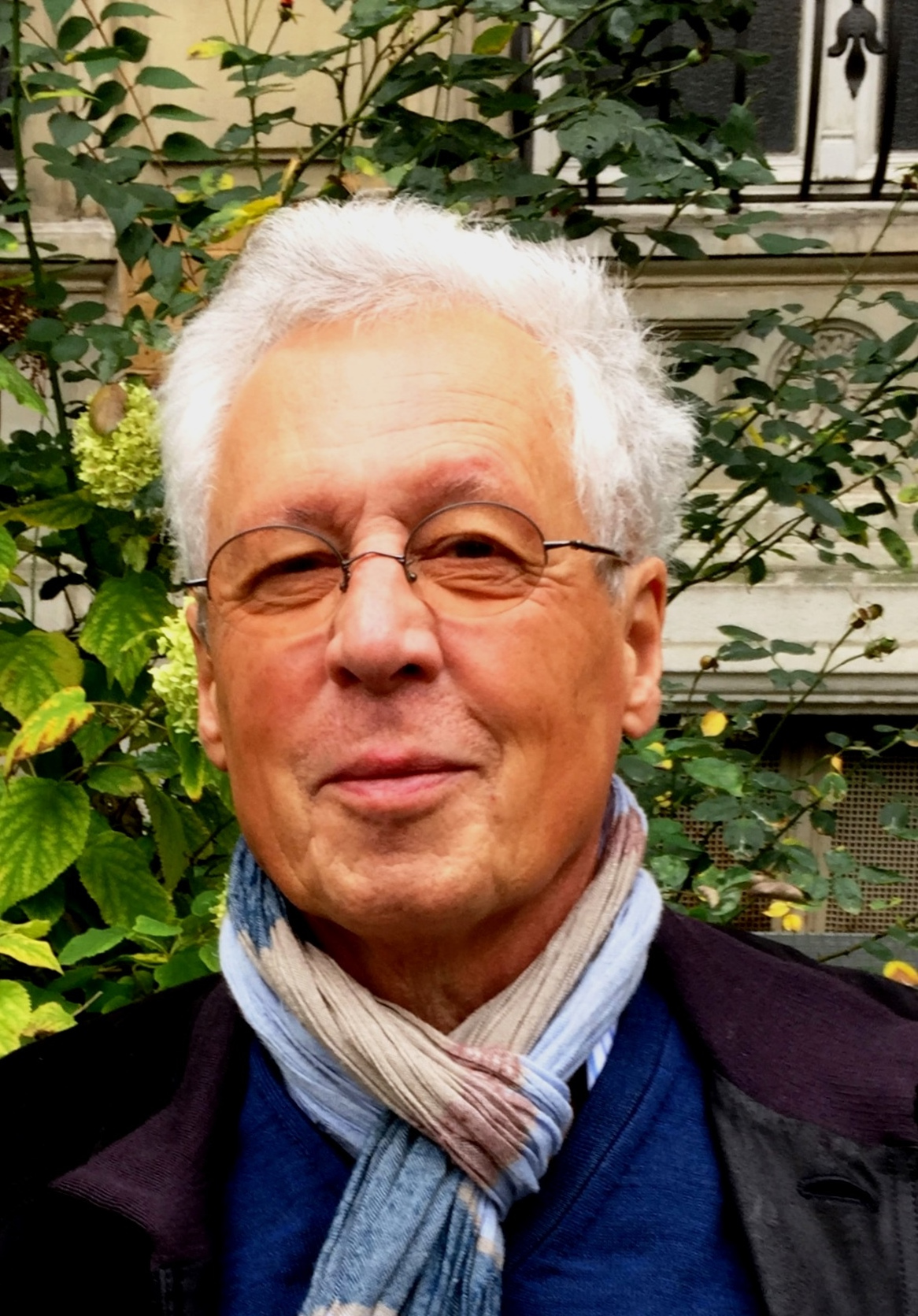
Wolfgang Kämmerer (2020)

Wolfgang Kämmerer (* 24. August 1946 in Karlsruhe) ist ein deutscher Internist, Psychoanalytiker und Psychosomatiker und war bis 2009 Leiter der Klinik für Psychosomatische Medizin am Krankenhaus der Henriettenstiftung Hannover (seit 2016 Krankenhaus Diakovere Henriettenstift).

## Leben und Wirken
Wolfgang Kämmerer wurde in eine akademische Familie hineingeboren. Er besuchte ein humanistisches Gymnasium und das Leibniz Kolleg. Er studierte von 1967 bis 1973 Humanmedizin in Stuttgart, Heidelberg und Wien, zuletzt wieder in Heidelberg. Außerdem absolvierte er von 1972 bis 1974 ein Theologiestudium, das er nicht abschloss. Von 1968 bis 1972 war er studentischer Vertreter in den neu geschaffenen Gremien zur Reform der Universität Heidelberg. 1974 erfolgte seine Promotion über das Thema „Über die Möglichkeit percutaner Intoxikation durch 1,2-Dichloräthan“.
Nach seiner Approbation im Jahr 1976 war er Assistenzarzt in den Fachbereichen Pathologie, Gynäkologie und Kardiologie. Von 1977 bis 1983 folgte eine Tätigkeit in der Abteilung  Innere Medizin II – Schwerpunkt Allgemeine klinische und psychosomatische Medizin – der Medizinischen Klinik des Universitätsklinikums Heidelberg unter der Leitung von Paul Christian und Peter Hahn. 1983/84 war er Assistenzarzt im Rahmen der Facharztweiterbildung in der Psychiatrischen Klinik des Universitätsklinikums unter Werner Janzarik.
Kämmerer absolvierte ab 1977 in Heidelberg eine psychoanalytische Weiterbildung und schloss diese in Hannover ab, es folgten gruppenanalytische und familientherapeutische Weiterbildungen. Seit 1983 ist er Facharzt für Innere Medizin, seit 1984 mit dem Zusatz „Psychotherapie“ und „Psychoanalyse“, seit 1996 Facharzt für Psychosomatische Medizin und Psychotherapie.
Ab 1984 erfolgte unter seiner Leitung der Aufbau der Klinik für Psychosomatische Medizin am Krankenhaus der Henriettenstiftung Hannover, einem Lehrkrankenhaus der Medizinischen Hochschule Hannover (MHH). Kämmerer hatte die Leitung der Klinik bis 2009 inne. Ab 1985 wurde dort für die stationäre Behandlung von Patienten mit akuten und chronischen psychosomatischen Erkrankungen ein integriertes internistisch-psychotherapeutisches Konzept entwickelt, das auf den Arbeiten zur fokalen Kurztherapie von akuten Konflikten (bis 30 Stunden) von Michael Balint et al. sowie von Rolf Klüwer aus den 1950/60er Jahren fußt.
Seit 1980 ging Kämmerer außerdem vielfältigen Lehrtätigkeiten in den Fachbereichen der klinischen Psychosomatik und Fokaltherapie nach. Er ist seit 1987 Lehrbeauftragter für Psychosomatische Medizin an der MHH. Zudem war er unter anderem Dozent und Supervisor des Instituts für Psychotherapeutische Aus- und Weiterbildung (IPAW) der MHH, der Akademie für integrative Psychoanalyse, Psychotherapie & Psychosomatik Hamburg (APH), des Hannoverschen Instituts für Psychotherapie im Winnicott Institut (HIPP-WI) und der psychosomatischen Fort- und Weiterbildung im Rahmen der Ärztekammer Niedersachsen. Beirats- und Vortragstätigkeit im Hannöverscher Arbeitskreis für Psychosomatik und Psychotherapie e. V. (HAPP).
Seit 2009 ist Kämmerer in eigener Praxis in Hannover tätig im Rahmen von Einzel-, Gruppen- und Familientherapien.

## Wissenschaftliche Schwerpunkte
Kämmerer leistete wissenschaftliche Beiträge zur Symbolisierung des Körpers im Körperbild, dessen Bedeutung für das psychodynamische Verständnis der Symptombildung bei psychosomatischen Patienten und deren fokaler Behandlung sowie zur Selbstpsychologie und dem intersubjektiven Zugang zu Träumen. Er beschäftigte sich auch mit der Mikrotraumatisierung von Begabten und Hochbegabten sowie deren Behandlung.
Er veröffentlichte zu Themen der integrierten klinisch-psychosomatischen Diagnostik und Therapie, methodischen Problemen der psychosomatischen Symptombildung, dem Verhältnis von Körper, Körperbild und Sprache, der körperlichen Symbolisierung, den impliziten Axiomen des Krankheitsverständnisses von Arzt und Patient, der psychosomatischen Kardiologie und diversen internistischen Krankheitsbildern, der Selbstpsychologie sowie der psychodynamischen Kurz- und Fokaltherapie.

## Mitgliedschaften (Auswahl)
- European Federation Psychoanalytic Selfpsychology
- Deutsches Kollegium für Psychosomatische Medizin (DKPM)

- Deutsche Gesellschaft für Psychosomatische Medizin (DGPM)
- Akademie für integrative Psychoanalyse, Psychotherapie & Psychosomatik Hamburg (APH)
- Akademie für Integrierte Medizin
- Deutsche Balintgesellschaft
- Akademie für Sexualmedizin
- Wissenschaftlicher Beirat des Hannöverschen Arbeitskreises für Psychosomatik und Psychotherapie e. V.

## Schriften (Auswahl)
- Kopfschmerzen. In: Ernst Petzold, Achim Reindell (Hrsg.): Klinische Psychosomatik. UTB. Quelle & Meyer, Heidelberg 1980, ISBN 3-494-02115-5, S. 164–169.
- Psychische Prodrome der Koronarerkrankung. In: W. Langosch (Hrsg.): Psychische Bewältigung der chronischen Herzerkrankung. Springer, Berlin 1985, ISBN 3-540-15356-X, S. 12–23.
- Verständigungs- und Kooperationsmöglichkeiten mit Zuckerkranken aus psychosomatischer Sicht. In: R. Klußmann (Hrsg.): Stoffwechsel. Der Kranke mit Adipositas, Anorexia nervosa, Bulimie, Diabetes mellitus, Gicht. Springer, Berlin 1988, ISBN 3-540-18264-0, S. 87–100.
- Implizite Axiome in der klinischen Psychosomatik – dargestellt anhand der Diagnostik und Therapie funktioneller Syndrome. In: W. Huber, E. Petzold, T. Sundermeier (Hrsg.): Implizite Axiome. Tiefenstrukturen des Denkens und Handelns. Verlag Christian Kaiser, München 1990, ISBN 3-459-01840-2, S. 58–78.
- Psychosomatische Medizin oder Schulmedizin.  Alternative oder Ergänzung. In: K. Jork (Hrsg.): Alternativen in der Medizin. Hippokrates Verlag, Stuttgart 1993, ISBN 3-7773-1037-9, S. 73–85.
- Klinische Psychosomatik im Krankenhaus der Henriettenstiftung. In: Th. v. Uexküll, R. Adler u. a. (Hrsg.): Integrierte psychosomatische Medizin in der Praxis und Klinik. Schattauer, Stuttgart 1994, ISBN 3-7945-1582-X, S. 279–290.
- Zur Behandlungstechnik der sogenannten Körperbildstörung bei funktionellen Erkrankungen. In P. Hahn, A. Werner (Hrsg.): Modell und Methode in der Psychosomatik. Deutscher Studien Verlag, Weinheim 1994, ISBN 3-89271-443-6, S. 212–215.
- Der Psychosomatische Dialog als „Putzrede“. Die Spannung zwischen krankem Körper und Person zum Sprechen bringen. In: F. Buer (Hrsg.): Jahrbuch für Psychodrama, Psychoziale Praxis & Gesellschaftspolitik. Loske & Budrich, Leverkusen 1996, ISBN 3-322-95849-3.
- als Hrsg.: Körpersymptom und Psychotherapie. Zum Umgang mit dem Symptom. Theorie und Klinik psychoanalytischer Psychosomatik und Fokaltherapie. 2., erweiterte Auflage. VAS, Frankfurt, ISBN 978-3-88864-228-9.
- Vom Körper zur Rede. Metapher, Symbolisierung und Wirklichkeit im Psychosomatischen Dialog. In: R. Bernhardt, U. Link-Wieczorek (Hrsg.): Metapher und Wirklichkeit. Vandenhoeck & Ruprecht, Göttingen 1999, ISBN 3-525-56192-X, S. 277–289.
- Der Fokus im psychosomatischen Dialog. Besonderheiten der fokuszentrierten stationären Kurzzeittherapie mit psychosomatischen Patienten. In: R. Klüwer, R. Lachauer (Hrsg.): Der Fokus. Perspektiven für die Zukunft. Vandenhoeck & Ruprecht, Göttingen 2004, ISBN 3-525-46025-2, S. 65–83.
- Berühren, Sprechen, Erinnern – Selbstpsychologische Aspekte des Psychosomatischen Dialogs. In: Selbstpsychologie. Band 15, Nr. 1, 2004, S. 103–126.
- Auf der Suche nach dem Wort, das berührt. Intersubjektivität und Fokus im psychosomatischen Dialog. Springer, Berlin 2016, ISBN 978-3-662-47887-5.
- (zusammen mit Wolfgang Milch): Chaos und Poesie der Begegnung. Intersubjektive Verwicklungen in der psychodynamischen Psychotherapie. Brandes & Apsel, Frankfurt a. M., ISBN 978-3-95558-303-3.